# Pertti Palo
Pertti Palo (11 de noviembre de 1934 – 13 de agosto de 2010) fue un actor finlandés. 

## Biografía
Nacido en Helsinki, Finlandia, sus padres eran los actores Tauno Palo y Sylvi Palo. Era hermano del actor Martti Palo y medio hermano por parte de su padre del también actor Jukka-Pekka Palo. 
Palo fue actor teatral, trabajando en Helsinki en el Helsingin kaupunginteatteri y en Tampere en el Tampereen Teatteri. Fue igualmente actor televisivo y cinematográfico, participando en películas como Virtaset ja Lahtiset, Punainen viiva y Tulipunainen kyyhkynen, así como en varias cintas dirigidas por Spede Pasanen.
Pertti Palo estuvo casado con la actriz Ritva Valkama, con la que tuvo tres hijas, siendo actrices dos de ellas: Sanna-Kaisa y Maiju. El actor falleció en Helsinki en el año 2010, alos 75 años de edad. Fue enterrado en el Cementerio Malmi de dicha ciudad.